# 김규영
김규영(金奎泳, 1937년~2015년 11월 25일)은 대한민국의 사회기관단체인이다. 한국스카우트연맹 사무총장을 지냈다.